# عباس زکور
عباس زکور ( عربی: عباس زكور   ، عبری: עבאס זכור‎  ; متولد ۳۰ دسامبر ۱۹۶۵) یک سیاستمدار عرب اسرائیلی و عضو سابق پارلمان اسراییل برای فهرست متحد عربی است.